# ۸-آمینوکینولین
۸-آمینوکینولین (به انگلیسی: 8-Aminoquinoline) یک ترکیب شیمیایی با شناسه پاب‌کم ۱۱۳۵۹ است. 